# 2. Armee
2. Armee var namnet på en tysk armé under andra världskriget. 
Armén deltog till att börja med i striderna i Frankrike men flyttades till östfonten när Operation Barbarossa inleddes. Senare i samband med Operation Marita deltog 2:a armén i striderna på Balkanhalvön.
Dess stab gick under en kort tid även under beteckningen Armegruppe Weichs medan von Weichs samtidigt hade befälet över 2:a ungerska armén och 4:e pansararmén.

## Slag

### Kursk
Huvudartikel Slaget vid Kursk

#### Organisation
Tillhörde Armégrupp Mitte
- VII. Armeekorps (E. Hell)
- XIII. Panzerkorps (E. Straube)
- Arméreserv
  - 5. Panzer-Division
  - 8. Panzer-Division

### Operation Bagration
Huvudartikel Operation Bagration

#### Organisation
Tillhörde Armégrupp Mitte 
- VIII. Armeekorps
- XX. Armeekorps
- XXIII. Armeekorps
- Arméreserv
  - 5. Reservdivisionen (Ungern) (Hung) Res.Div.
  - 23. Reservdivisionen (Ungern)
  - 1. Kavalleridivisionen (Ungern)

## Befälhavare
- Generalfeldmarschall Maximilian von Weichs 	(20 okt 1939 - 26 nov *1941)
- Generaloberst Rudolf Schmidt 	(26 nov 1941 - 15 jan 1942)
- Generalfeldmarschall Maximilian von Weichs 	(15 jan 1942 - 15 juli 1942)
- Generaloberst Hans von Salmuth 	(15 juli 1942 - 3 feb 1943)
- Generaloberst Walter Weiss 	(3 feb 1943 - 12 mars 1945)
- General der Panzertruppen Dietrich von Saucken 	(12 mars 1945 - 7 april 1945)